# Kersa (woreda, Hararge)
Pour les articles homonymes, voir Kersa.
Ne doit pas être confondu avec Kersa (woreda, Jimma).
Kersa est un des 180 woredas de la région Oromia, en Éthiopie.
Le woreda ainsi que son centre administratif (Kersa ou Qersa) doivent leur nom à une rivière.
Le woreda compte 170 816 habitants en 2007.

## Situation
Situé entre 1 400 m et 3 200 m d'altitude[réf. souhaitée] dans la zone Misraq Hararghe de la région Oromia, le woreda est bordé au sud par Bedeno, à l'ouest par Meta, au nord par Dire Dawa, au nord-est par Haro Maya et au sud-est par Kurfa Chele.
Les terres arables — où l'on trouve notamment des cultures de khat, de fruits et légumes et de café — représentent 28,5% du territoire tandis que 56,3% des terres sont considérées comme dégradées ou inutilisables, 2,3% sont des pâturages et 6,2% des forêts[réf. souhaitée].
Les principales agglomérations du woreda sont le centre administratif, Kersa, ainsi que Lange et Weter.
Kersa et Lange sont desservies par la route A10 entre Kulubi et Alemaya alors que Weter est plus loin au sud.
Elles se situent toutes les trois autour de 2 000 m d'altitude,,.

## Histoire
- 1985 : Politique de regroupement en villages sous le Derg

## Démographie
D'après le recensement national de 2007 réalisé par l'Agence centrale de statistique d'Éthiopie, le woreda compte 170 816 habitants et 6,7% de la population est urbaine.
La population urbaine comprend 4 283 habitants à Lange et 3 924 habitants à Weter ainsi que les 3 180 habitants du centre administratif.
La plupart des habitants (97%) sont musulmans.
Avec une superficie de 463,75 km2[réf. souhaitée], le woreda a une densité de population de 368 personnes par km2 ce qui est supérieur à la moyenne de la zone.